# Castelo de Laugharne

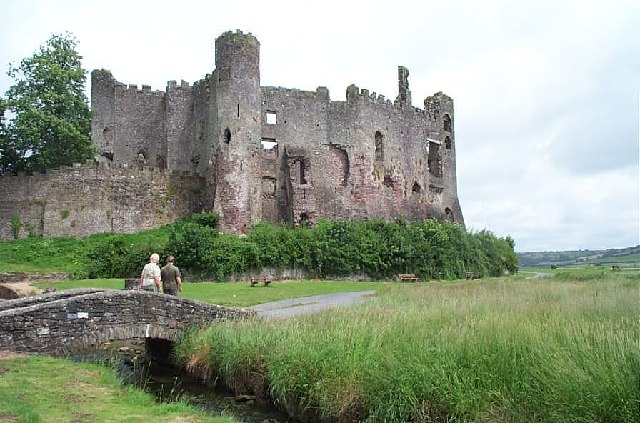
Castelo de Laugharne, País de Gales.

O Castelo de Laugharne (em língua inglesa Laugharne Castle) é um castelo atualmente em ruínas localizado em Laugharne, Carmarthenshire, País de Gales. 
Encontra-se classificado no grau "I" do "listed building" desde 30 de novembro de 1966.